# Arthur Lake
Arthur Lake (17 de abril de 1905 - 9 de enero de 1987) fue un actor estadounidense.
Su verdadero nombre era Arthur Silverlake, y nació en Corbin, Kentucky. Lake empezó a actuar en el cine a finales de la década de 1920 como un actor adolescente. Cuando llegó el cine sonoro hacía papeles románticos, aunque con un matiz humorístico, en filmes tales como Indiscreet, con Gloria Swanson. Él es más conocido por interpretar a Dagwood Bumstead, personaje del cómic Blondie, en la serie de películas Blondie producidas por Columbia Pictures entre 1938 y 1950. Prácticamente durante el mismo tiempo, se emitió una versión radiofónica con Lake en el mismo papel. También interpretó dicho papel en la serie televisiva del mismo nombre de 1957, a pesar de que en esa época su edad ya era muy avanzada para el personaje. Su trabajo en la versión radiofónica de Blondie le valió una estrella en el Paseo de la Fama de Hollywood, en el 6901 de Hollywood Boulevard.
Falleció a causa de un infarto agudo de miocardio en Indian Wells, California, en 1987, y fue enterrado en el Cementerio Hollywood Forever de Hollywood. 
Estuvo casado con la actriz Patricia Lake (1923-1993). Su hermana, Florence Lake, fue también actriz, y se hizo famosa como la esposa cinematográfica del cómico Edgar Kennedy. 